# Залізнична платформа Таришта
Залізнична платформа Таришта (рос. Остановочная Платформа Тарышта) — населений пункт (тип: залізнична станція) у Татарському районі Новосибірської області Російської Федерації.
Входить до складу муніципального утворення Київська сільрада. Населення становить 5 осіб (2010).

## Історія
Згідно із законом від 2 червня 2004 року органом місцевого самоврядування є Київська сільрада.

## Населення
| 2002 | 2007 | 2010 |
| ---- | ---- | ---- |
| 32   | ↗34  | ↘5   |

## Персоналії
- Байдуков Георгій Пилипович (1907—1994) — радянський льотчик-випробувач, генерал-полковник авіації, Герой Радянського Союзу.